# Otwarte mistrzostwa świata par open w brydżu sportowym
Otwarte mistrzostwa świata par open w brydżu sportowym – Otwarte mistrzostwa świata par w kategorii open w brydżu sportowym. W zawodach tych startować mogą pary z różnych krajów bez ograniczeń na liczbę zawodników z poszczególnych federacji. Zawody odbywają się w co 4 lata w latach parzystych nieprzestępnych.
Analogiczne zawody to:
- pary kobiet;
- pary seniorów: Hiron Trophy;
- pary mikstowe;
- teamy open: Rosenblum Cup.

## Podsumowanie medalowe
Poniższa tabela pokazuje zawodnicy z jakich krajów zdobywali medale. Jeśli w drużynie, która zdobyła medal, występowali zawodnicy z różnych krajów to każdemu z tych krajów jest on przyznany. Najechanie myszką nad liczbę medali pokazuje numery zawodów na których te medale zostały zdobyte. Dane można sortować według krajów lub liczby medali.
| Podsumowanie medalowe (Stan na 25 października 2014) | Podsumowanie medalowe (Stan na 25 października 2014) | Podsumowanie medalowe (Stan na 25 października 2014) | Podsumowanie medalowe (Stan na 25 października 2014) | Podsumowanie medalowe (Stan na 25 października 2014) |
| F                                                    | Kraj                                                 | Złotych                                              | Srebrnych                                            | Brązowych                                            |
| ---------------------------------------------------- | ---------------------------------------------------- | ---------------------------------------------------- | ---------------------------------------------------- | ---------------------------------------------------- |
| Stany Zjednoczone                                    | USA                                                  | 4                                                    | 6                                                    | 2                                                    |
| Polska                                               | Polska                                               | 2                                                    | 1                                                    | 1                                                    |
| Brazylia                                             | Brazylia                                             | 2                                                    |                                                      | 2                                                    |
| Włochy                                               | Włochy                                               | 1                                                    | 2                                                    | 3                                                    |
| Holandia                                             | Holandia                                             | 1                                                    | 1                                                    | 1                                                    |
| Austria                                              | Austria                                              | 1                                                    | 1                                                    |                                                      |
| Francja                                              | Francja                                              | 1                                                    |                                                      | 2                                                    |
|                                                      | Chiny                                                | 1                                                    |                                                      |                                                      |
| Izrael                                               | Izrael                                               | 1                                                    |                                                      |                                                      |
| Szwecja                                              | Szwecja                                              | _00_01_01_Szwecja                                    | 1                                                    | 1                                                    |
| Kanada                                               | Kanada                                               | _00_01_00_Kanada                                     | 1                                                    |                                                      |
| Wielka Brytania                                      | Wielka Brytania                                      | _00_01_00_Wielka_Brytania                            | 1                                                    |                                                      |
| Australia                                            | Australia                                            | _00_00_01_Australia                                  |                                                      | 1                                                    |
| Niemcy                                               | Niemcy                                               | _00_00_01_Niemcy                                     |                                                      | 1                                                    |
| Razem                                                | Razem                                                | 14                                                   | 14                                                   | 14                                                   |

## Miejsca medalowe
| Otwarte Mistrzostwa Świata Par Open w brydżu sportowym | Otwarte Mistrzostwa Świata Par Open w brydżu sportowym  | Otwarte Mistrzostwa Świata Par Open w brydżu sportowym  |
| Lp                                                     | Miejsce                                                 | Para                                                    |
| ------------------------------------------------------ | ------------------------------------------------------- | ------------------------------------------------------- |
| 14:                                                    | 2014, 10 do 25 października, Sanya, (Chiny)             | 2014, 10 do 25 października, Sanya, (Chiny)             |
| 14:                                                    | 1                                                       | Ehud Friedlander: Jinnon Liran                          |
| 14:                                                    | 2                                                       | Jacek Kalita: Michał Nowosadzki                         |
| 14:                                                    | 3                                                       | Thomas Bessis: Cédric Lorenzini                         |
| 13:                                                    | 2010, 1 do 16 października, Filadelfia, (USA)           | 2010, 1 do 16 października, Filadelfia, (USA)           |
| 13:                                                    | 1                                                       | Robert Levin: Steve Weinstein                           |
| 13:                                                    | 2                                                       | Björn Fallenius: Peter Fredin                           |
| 13:                                                    | 3                                                       | Josef Piekarek: Alexander Smirnov                       |
| 12:                                                    | 2006, 9 do 24 czerwca, Werona, (Włochy)                 | 2006, 9 do 24 czerwca, Werona, (Włochy)                 |
| 12:                                                    | 1                                                       | Fu Zhong: Zhao Jie                                      |
| 12:                                                    | 2                                                       | Robert Levin: Steve Weinstein                           |
| 12:                                                    | 3                                                       | Fulvio Fantoni: Claudio Nunes                           |
| 11:                                                    | 2002, 16 do 31 sierpnia, Montreal, (Kanada)             | 2002, 16 do 31 sierpnia, Montreal, (Kanada)             |
| 11:                                                    | 1                                                       | Fulvio Fantoni: Claudio Nunes                           |
| 11:                                                    | 2                                                       | Zia Mahmood: Michael Rosenberg                          |
| 11:                                                    | 3                                                       | Diego Brenner: Gabriel Chagas                           |
| 10:                                                    | 1998, 21 sierpnia do 4 września, Lille, (Francja)       | 1998, 21 sierpnia do 4 września, Lille, (Francja)       |
| 10:                                                    | 1                                                       | Michał Kwiecień: Jacek Pszczoła                         |
| 10:                                                    | 2                                                       | David Berkowitz: Larry N. Cohen                         |
| 10:                                                    | 3                                                       | Peter Fredin: Magnus Lindkvist                          |
| 9:                                                     | 1994, 17 września do 1 października, Albuquerque, (USA) | 1994, 17 września do 1 października, Albuquerque, (USA) |
| 9:                                                     | 1                                                       | Marcin Leśniewski: Marek Szymanowski                    |
| 9:                                                     | 2                                                       | Bob Hamman: Michael Rosenberg                           |
| 9:                                                     | 3                                                       | Erik Kirchhoff: Anton Maas                              |
| 8:                                                     | 1990, 31 sierpnia do 15 września, Genewa, (Szwajcaria)  | 1990, 31 sierpnia do 15 września, Genewa, (Szwajcaria)  |
| 8:                                                     | 1                                                       | Marcelo Castello Branco: Gabriel Chagas                 |
| 8:                                                     | 2                                                       | Ralph Katz: Peter Nagy                                  |
| 8:                                                     | 3                                                       | Cezary Balicki: Adam Żmudziński                         |
| 7:                                                     | 1986, 13 do 27 września, Miami Beach, (USA)             | 1986, 13 do 27 września, Miami Beach, (USA)             |
| 7:                                                     | 1                                                       | Jeff Meckstroth: Eric Rodwell                           |
| 7:                                                     | 2                                                       | Heinrich Berger: Wolfgang Meinl                         |
| 7:                                                     | 3                                                       | Stephen Burgess: Paul Marston                           |
| 6:                                                     | 1982, 1 do 16 października, Biarritz, (Francja)         | 1982, 1 do 16 października, Biarritz, (Francja)         |
| 6:                                                     | 1                                                       | Chip Martel: Lew Stansby                                |
| 6:                                                     | 2                                                       | Anton Maas: Maximiliaan Johannes Rebattu                |
| 6:                                                     | 3                                                       | Gabriel Chagas: Roberto Mello                           |
| 5:                                                     | 1978, 17 do 30 czerwca, Nowy Orlean, (USA)              | 1978, 17 do 30 czerwca, Nowy Orlean, (USA)              |
| 5:                                                     | 1                                                       | Marcelo Castello Branco: Gabino Cintra                  |
| 5:                                                     | 2                                                       | Eric Kokish: Peter Nagy                                 |
| 5:                                                     | 3                                                       | Roger Bates: John Mohan                                 |
| 4:                                                     | 1974, 4 do 17 maja, Las Palmas, (Hiszpania)             | 1974, 4 do 17 maja, Las Palmas, (Hiszpania)             |
| 4:                                                     | 1                                                       | Bob Hamman: Bobby Wolff                                 |
| 4:                                                     | 2                                                       | Antonio Abato: Leandro Burgay                           |
| 4:                                                     | 3                                                       | Federico De Paula: Italo Zanasi                         |
| 3:                                                     | 1970, 27 czerwca do 4 lipca, Sztokholm, (Szwecja)       | 1970, 27 czerwca do 4 lipca, Sztokholm, (Szwecja)       |
| 3:                                                     | 1                                                       | Fritz Babsch: Peter Manhardt                            |
| 3:                                                     | 2                                                       | Benito Garozzo: Federico Meyer                          |
| 3:                                                     | 3                                                       | William Saulino: Italo Zanasi                           |
| 2:                                                     | 1966, 7 do 15 maja, Amsterdam, (Holandia)               | 1966, 7 do 15 maja, Amsterdam, (Holandia)               |
| 2:                                                     | 1                                                       | Hans Kreijns: Bob Slavenburg                            |
| 2:                                                     | 2                                                       | John Fisher: Jim Jacoby                                 |
| 2:                                                     | 3                                                       | Jay Becker: Dorothy Hayden Truscott                     |
| 1:                                                     | 1962, 27 kwietnia do 4 maja, Cannes, (Francja)          | 1962, 27 kwietnia do 4 maja, Cannes, (Francja)          |
| 1:                                                     | 1                                                       | Pierre Jaïs: Roger Trézel                               |
| 1:                                                     | 2                                                       | Terence Reese: Boris Schapiro                           |
| 1:                                                     | 3                                                       | René Bacherich: Pierre Ghestem                          |